# Getsuyōbi no tawawa
Getsuyōbi no tawawa (月曜日のたわわ? ; lett. "Tawawa di lunedì") è una collezione di illustrazioni (la maggioranza delle quali senza dialoghi) realizzate da Kiseki Himura (比村奇石?, Himura Kiseki). Himura ha pubblicato i propri disegni sul proprio account Twitter ogni lunedì da febbraio 2015. Un adattamento anime, prodotto da Pine Jam, è stato pubblicato online come ONA tra il 10 ottobre e il 26 dicembre 2016.

## Produzione
Questo progetto era inizialmente denominato Getsuyō asa no sachiku shokei ni tawawa o otodokeshimasu (月曜朝の社畜諸兄にたわわをお届けします?), prima che Himura gli desse il nome attualmente utilizzato dopo la pubblicazione della quarantaseiesima illustrazione; da allora sono stati pubblicati più di 80 disegni. Queste illustrazioni sono note per la loro colorazione monocromatica blu. Lo scopo iniziale di questi disegni era di motivare ogni lunedì mattina tutti gli studenti e i lavoratori che iniziavano una nuova settimana di studio e lavoro, ruoli ricoperti rispettivamente dai personaggi di Ai e dall'impiegato. Oltre ad Ai, ogni lunedì sono state rappresentante attraverso vari disegni le storie di molte altre ragazze e altrettanti uomini. Un primo volume contenente buona parte dei disegni pubblicati da Himura e un fumetto inedito è stato pubblicato il 31 dicembre 2015 in occasione del Comic Market 89. Il secondo volume è stato pubblicato durante il Comic Market 90, seguito da un terzo uscito al Comic Market 91, tutti pubblicati da Himura stesso.

## Anime
Dodici episodi da 4 minuti ciascuno sono stati trasmessi dal 10 ottobre 2016 e sono stati resi disponibili in streaming gratuitamente sul canale ufficiale di NBCUniversal Entertainment Japan su YouTube per l'episodio 1 e su Niconico per gli episodi seguenti, pubblicati ogni lunedì seguendo la periodicità dei disegni originali. Kōsuke Murayama ha diretto l'anime, Hiroyuki Yoshii ha adattato il design originale di Kiseki Himura e lo studio d'animazione Pine Jam ha prodotto la serie e curato le animazioni. Sayaka Harada ha interpretato la sigla di chiusura, intitolata Otome no tawawa (乙女のたわわ?), sotto il nome del personaggio da lei interpretato e il brano è stato pubblicato solo in forma digitale sulle piattaforme iTunes Store, Amazon, Oricon Music Store, mora e Recochoku a partire dal 14 novembre 2016. Un Blu-ray e un DVD, contenenti tutti e dodici gli episodi, sono stati pubblicati in occasione del Comic Market 91 — tenutosi dal 29 al 31 dicembre 2016 — presso lo stand di NBCUniversal. Il DVD include anche due nuovi episodi speciali, ciascuno dei quali incentrato su Ai e sulla kōhai.